# Barthélemy-Christophe Fagan
Barthélemy-Christophe Fagan (Parigi, 31 marzo 1702 – Parigi, 28 aprile 1755) è stato un drammaturgo francese.

## Biografia
Il padre di Barthélemy-Christophe Fagan, Guillaume Fagan, di famiglia aristocratica, era un discendente di rifugiati irlandesi in Francia durante la persecuzione religiosa. Segretario del re e controllore della Cancelleria e delle Guerre, fu rovinato dal fallimento del padre e successivamente dovette accontentarsi di un lavoro più modesto nell'ufficio di consegna del Parlamento di Parigi.
Vi ottenne anche un posto per suo figlio, che si era sposato all'età di 20 anni con una vedova molto più anziana di lui.
Ha sviluppato un gusto per il teatro esordendo con parodie e libretti di opéra comique e ha composto una trentina di opere teatrali in collaborazione, la maggior parte delle quali sono state rappresentate al popolare Théâtre de la Foire, al Théâtre de la comédie italienne e soprattutto alla Comédie-Française, dove ebbero favorevole accoglienza principalmente La pupille e Les originaux.
Dotato di penetrante spirito satirico, ma non sempre abile di dare solidità di costruzione alle sue commedie, Fagan non ebbe grande fortune né sulle scene della Comédie né con la pubblicazione del saggio intitolato Nouvelles observations au sujet des condamnations prononcées contre les comédiens (1751).
A vent'anni aveva sposato una vedeva con tre figli; morì distrutto dai dispiaceri, all'età di 53 anni, amareggiato, malinconico e in solitudine.

## Opere

### Teatro
- La Fausse Ridicule (1731);
- Le Rendez-vous, ou l'Amour supposé (1733);
- La Grondeuse (1734);
- La Pupille (1734);
- L'Amitié rivale (1735);
- Les Originaux (1737);
- L'Inquiet (1737);
- Les Caractères de Thalie (1737);
- L'Étourderie (1737);
- Les Originaux (1737);
- Le Marié sans le savoir (1739);
- La Servante justifiée (1740);
- La Jalousie imprévue (1740);
- Joconde (1740);
- L'Isle des talents (1743);
- L'Heureux Retour (1744);
- L'Amante travestie (1745);
- La Fermière (1748);
- Les Almanachs (1753).

### Letteratura
- Théâtre de M. Fagan et autres œuvres du même auteur, 4 vol. (1760);
- Nouvelles observations au sujet des condamnations prononcées contre les comédiens (1751).